# Силенков, Василий Анатольевич
Василий Анатольевич Силенков (7 января 1959, Москва) — советский гребец-байдарочник, выступал за сборную СССР в первой половине 1980-х годов. Чемпион мира, чемпион национальных первенств, победитель и призёр многих престижных турниров. На соревнованиях представлял Вооружённые силы, мастер спорта международного класс. Также известен как спортивный функционер, заместитель директора ГБУ ЦП «Хлебниково».

## Биография
Василий Силенков родился 7 января 1959 года в Москве. Активно заниматься греблей начал в раннем детстве, состоял в спортивной команде Вооружённых сил. Первого серьёзного успеха добился в 1980 году, когда впервые выиграл золотую медаль на первенстве Советского Союза, в составе четырёхместной байдарки победил всех соперников на дистанции 10000 метров. Благодаря череде удачных выступлений удостоился права защищать честь страны на чемпионате мира 1981 года в английском Ноттингеме, вместе с такими гребцами как Александр Ермилов, Николай Баранов и Сергей Колоколов завоевал золотую медаль на десятикилометровой дистанции, став чемпионом мира и выполнив тем самым норматив мастера спорта международного класса.
В 1982 году Силенков вместе с партнёром Юрием Соболевым получил ещё одну золотую награду всесоюзного первенства, на сей раз в программе 10 км среди двухместных байдарок. Тем не менее, далее в его карьере наступил спад, он перестал попадать в основной состав советской национальной сборной и вскоре принял решение оставить большой спорт.
После завершения спортивной карьеры Василий Силенков работал тренером и спортивным функционером, занимал должность заместителя директора экспериментальной школы высшего спортивного мастерства «Хлебниково», входил в президиум федерации гребли на байдарках и каноэ города Москвы.